# Arses telescophthalmus
Arses telescophthalmus là một loài chim trong họ Monarchidae.